# Anni 20 a.C.
Gli anni 20 a.C. sono il decennio che comprende gli anni dal 29 a.C. al 20 a.C. inclusi.

## Eventi, invenzioni e scoperte
- 27 a.C.: Ottaviano, ricevuto dal senato il titolo di Augusto, ottiene la carica di princeps senatus. Questo segna l’inizio dell’età imperiale.
- 23 a.C.: Augusto ottiene la tribunicia potestas a vita.

## Personaggi
- Augusto

## Nati
- Cipro, principessa27 a.C.
- Erode, principe
- Han Aidi, imperatore cinese († 1 a.C.)26 a.C.
- Marco Giunio Silano, politico e militare romano († 37)23 a.C.
- Erode Archelao († 18)22 a.C.
- Tiberio Giulio Abdes Pantera, militare romano († 40)21 a.C.
- Quinto Nevio Cordo Sutorio Macrone, militare e politico romano († 38)20 a.C.
- Erode Antipa, romana
- Gaio Cesare, politico e militare romano († 4)
- Apione, grammatico egiziano († 45)
- Aulo Virgio Marso, militare romano († 40)

## Morti
- Mariamne, regina ebrea antica28 a.C.
- Alessandra Maccabeo, nobile ebrea antica27 a.C.
- Marco Tullio Cicerone, politico e militare romano (n. 65 a.C.)
- Marco Terenzio Varrone, letterato, grammatico e militare romano (n. 116 a.C.)26 a.C.
- Gaio Cornelio Gallo, poeta e politico romano (n. 69 a.C.)24 a.C.
- Quintilio Varo, critico letterario romano23 a.C.
- Marco Claudio Marcello, politico e militare romano (n. 42 a.C.)
- Aulo Terenzio Varrone Murena, generale e politico romano22 a.C.
- Lucio Licinio Varrone Murena, politico romano
- Lucio Licinio Murena, politico romano (n. 105 a.C.)20 a.C.
- Mitridate II di Commagene, re